# Eremobates paleta
Espèce
Eremobates paleta est une espèce de solifuges de la famille des Eremobatidae.

## Distribution
Cette espèce est endémique du Durango au Mexique,. Elle se rencontre vers El Salto.

## Description
Le mâle holotype mesure 20 mm.

## Publication originale
- Brookhart & Cushing, 2005 : Three new species of Solifugae from North America and a description of the female of Branchia brevis (Arachnida, Solifugae). Journal of Arachnology, vol. 33, no 3, p. 719-725 (texte intégral).